# Joan Baptista
|  | «Sant Joan Baptista» redirigeix aquí. Vegeu-ne altres significats a «Sant Joan Baptista (desambiguació)». |

Joan Baptista (c. Segle I aC – c. 30 dC) va ser un predicador jueu actiu a la zona del riu Jordà a principis del segle I dC. També és conegut com a Joan el Precursor en el cristianisme ortodox i les esglésies ortodoxes orientals. Joan el qui bateja és en algunes tradicions cristianes baptistes, Sant Joan per certes esglésies catòliques, i el profeta Yahya a l'Islam. De vegades se l'anomena alternativament Joan el Baptista.
Joan és esmentat per l'historiador jueu romà Flavi Josep i és venerat com una figura religiosa important en el cristianisme, l'islam, la fe bahá'í, la fe drusa i el mandaisme, aquest últim el considera l'últim profeta i el més rellevant. És considerat un profeta de Déu per totes les religions esmentades anteriorment, i és honrat com a sant en moltes denominacions cristianes. Segons el Nou Testament, Joan anticipava una figura messiànica més gran que ell mateix; en els Evangelis, és retratat com el precursor o precursor de Jesús. Segons l'evangeli de Mateu, el mateix Jesús identifica Joan com l'"Elies que ha de venir", que és una referència directa al Llibre de Malaquies (Malàquies 4:5), com ho confirma l'àngel que va anunciar el naixement de Joan al seu pare, Zacaries. Segons l'Evangeli de Luc, Joan i Jesús eren parents.
Alguns estudiosos sostenen que Joan pertanyia als essenis, una secta jueva semiascètica que esperava un messies i practicava el baptisme ritual. Joan va utilitzar el baptisme com a símbol central o sagrament del seu moviment pre-messiànic. La majoria dels estudiosos bíblics coincideixen que Joan va batejar Jesús, i diversos relats del Nou Testament informen que alguns dels primers seguidors de Jesús havien estat prèviament seguidors de Joan. Segons el Nou Testament, Joan va ser condemnat a mort i posteriorment decapitat per Herodes Antipas al voltant de l'any 30 dC després que Joan li va retreure que s'hagués divorciat de la seva dona Phasaelis i després casar-se il·legalment amb Heròdies, la dona del seu germà Herodes Filip Josep també esmenta Joan a les Antiguitats judaiques i afirma que va ser executat per ordre d'Herodes Antipas a la fortalesa de Maquerunt.
Hi va haver seguidors de Joan fins ben entrat el segle ii, i alguns proclamaven que era el Messies esperat pels jueus. En els temps moderns, els seguidors de Joan Baptista són els Mandeus, un antic grup etnoreligiós que creu que ell és el seu profeta més gran i definitiu. En el martirologi romà, a part de Jesús i la Mare de Déu, Joan és l'únic sant del qual es commemora el naixement i la mort.

## Vida
El Nou Testament, principalment l'Evangeli segons Lluc, explica que, sent Herodes rei de Judea, hi vivia un sacerdot de nom Zacaries que estava casat amb Elisabet, i que tots dos eren justos i temerosos de Déu. No tenien fills perquè l'esposa era eixorca. A Zacaries se li aparegué l'Arcàngel Gabriel i, a través d'ell, sabé que el ventre d'Elisabet esdevendria fèrtil i albergaria el Precursor del Messies i, en nàixer aquell infant, li digueren Joan, nom que li donà l'arcàngel per voluntat de Déu. Com que Zacaries va dubtar en un primer moment del missatge diví, va restar mut fins al naixement del seu fill.
Joan, nasqué poc temps abans que Jesucrist (en el passatge de l'Anunciació, l'Arcàngel Gabriel li comunica a Maria que la seva cosina Elisabet està embarassada). Començà a predicar l'any 28 dC (Lluc 3:1 diu el quinzè any de l'imperi de l'emperador Tiberi). El baptisme en l'aigua del riu Jordà, acompanyat d'una confessió dels pecats, era signe del perdó i compromís de vida nova. Joan visqué austerament als deserts de Judea, on predicava al poble la conversió. Vestia pobrament, i només s'alimentava de garrofes i de mel silvestre.
Un dia, s'hi presentà Jesucrist i li demanà que el bategés. Aquesta trobada entre els dos cosins té una gran importància simbòlica per als cristians: Jesucrist inicià la seva vida pública de predicació, tot just després d'haver rebut el baptisme de mans de sant Joan.
Jesús i alguns dels seus deixebles havien viscut en el cercle dels seguidors de Joan. Joan fou fet decapitar per Herodes Antipes, instigat per Herodies, muller del seu germà, amb qui convivia il·legalment. En la iconografia romana d'Orient, Joan Baptista és un tema molt freqüent, especialment com a personatge de la deisi. En l'art occidental apareix sobretot assenyalant l'anyell de Déu, o bé en el tema de la seva degollació. El catolicisme en celebra la festa del naixement el 24 de juny, i la del martiri el 29 d'agost (Degollació de sant Joan Baptista).

## Segons Flavi Josep
Hi ha teòlegs que afirmen que l'historiador Flavi Josep està descrivint a Joan Baptista amb el següent text: «Hi havia llavors un home que resseguia la Judea vestit de forma estranya, amb pèls d'animals enganxats al seu cos en els punts en què no tenia coberts pel seu propi pèl, i el seu rostre semblava al d'un salvatge. Abordava als jueus i els cridava a la llibertat, dient:
«Déu m'ha enviat per mostrar-vos el camí de la llei gràcies a la qual us salvareu de tenir diversos amos, i no tindreu sobre vosaltres a cap amo mortal, sinó tan sols l'Altíssim, que m'ha enviat...»
«Al sentir aquestes paraules el poble se sentia feliç, i tota la Judea el seguia així com els voltants de Jerusalem. I no feia altra cosa que submergir-los en les aigües del riu Jordà. I els feia marxar ensenyant-los de deixar de fer el mal, i dient-los que els seria donat un rei que els alliberaria i que sotmetria a tots els insubmisos, i que ell mateix no estaria sotmès a ningú. Uns es burlaven de les seves paraules, altres hi creien...»
Segons Robert Ambelain la raó per la qual Joan portava adherit pèls d'animals sobre el seu cos era una provocació expressa i una advertència a la dinastia usurpadora dels Herodes. Aquest fou l'artifici que utilitzà Jacob per enganyar al seu pare Isaac al substituir Esaú el seu germà gran i primogènit que tenia molt de pèl al seu cos. Per tant, segons Ambelain les intencions de Joan eren més aviat polítiques que religioses.

## Causa de la mort
Hi ha dues versions sobre la causa de l'execució del Baptista:
- D'una banda, la canònica, continguda a l'Evangeli de sant Mateu, segons la qual sant Joan morí per haver-se manifestat contrari a l'enllaç matrimonial d'Herodes amb la seua cunyada Heròdies, la mare de Salomé I.
- D'altra banda, la versió d'Ibn Kathir, menys difosa que l'evangèlica, que explica que el rei Herodes planejava casar-se amb la seua formosa neboda. Aquest matrimoni era vist amb bons ulls per l'ambiciosa Heròdies. En assabentar-se de la intenció del rei, el Baptista s'hi oposà per considerar-la incestuosa. Heròdies i Salomé III, enrabiades, decidiren venjar-se'n: la filla cantà i ballà davant l'oncle que, en acabar l'actuació, estava tan complagut que prometé donar-li qualsevol cosa; ella li demanà el cap del Baptista en una safata.

Aquest final, és a dir, el ball de Salomé i el degollament del sant  és comú a les dues versions esmentades.

## Transcendència religiosa
Per aquells cristians que pensen que cada criatura de Déu ve a la vida amb un propòsit -gran o petit, sabut o ignorat-, el de sant Joan era ben clar i elevat, i així l'esmenta l'Evangeli: "Tu seràs anomenat Profeta de l'Altíssim; perquè aniràs davant de Déu preparant els seus camins".［Lluc 1:76-77］ Jesucrist mateix segons el Nou Testament va dir que Joan fou el profeta més gran de tots el temps, però, que el més petit dels creients era superior. La interpretació més comuna d'aquesta declaració en el cristianisme és que Joan Baptista seria el més gran i l'últim dels profetes de l'Antic Pacte, que moriria abans de la mort expiatòria de Jesucrist, i que per tant, no coneixeria el Nou Pacte salvador que s'establiria per mitjà de la mort de Jesús.

## Nit de Sant Joan
El naixement de Sant Joan Baptista se celebra el 24 de juny, dia del solstici d'estiu. La seva decapitació es commemora el 29 d'agost. La coincidència amb el solstici fa que s'hi celebrin moltes festes folklòriques relacionades amb aquest fet, entre elles les Festes de Sant Joan a Ciutadella de Menorca i la Festa Major de Sant Joan Baptista de Valls, que inicia el calendari tradicional de la temporada castellera i de les festes majors d'estiu.

## Iconografia
Obresː
- Pintures murals de la cel·la de Sant Miquel del Monestir de Pedralbes (segle xiv)
- Retaule dels Sants Joans, procedent de Santa Coloma de Queralt (segle xiv)
- Retaule de Sant Joan Baptista i Sant Esteve, procedent de Badalona, conservat al MNAC (Segle XV)
- Retaule de l'església de Sant Joan de Lleida, de Pere Garcia de Benavarri (Segle XV, MNAC)
- Retaule dels Sants Joans procedent de Vinaixa, obra de Bernat Martorell (segle XV)
- Taula representant Sant Joan Baptista procedent de Saidí i atribuïda a Martí Bernat, 1493-95 (Museu de Lleida)

## Galeria

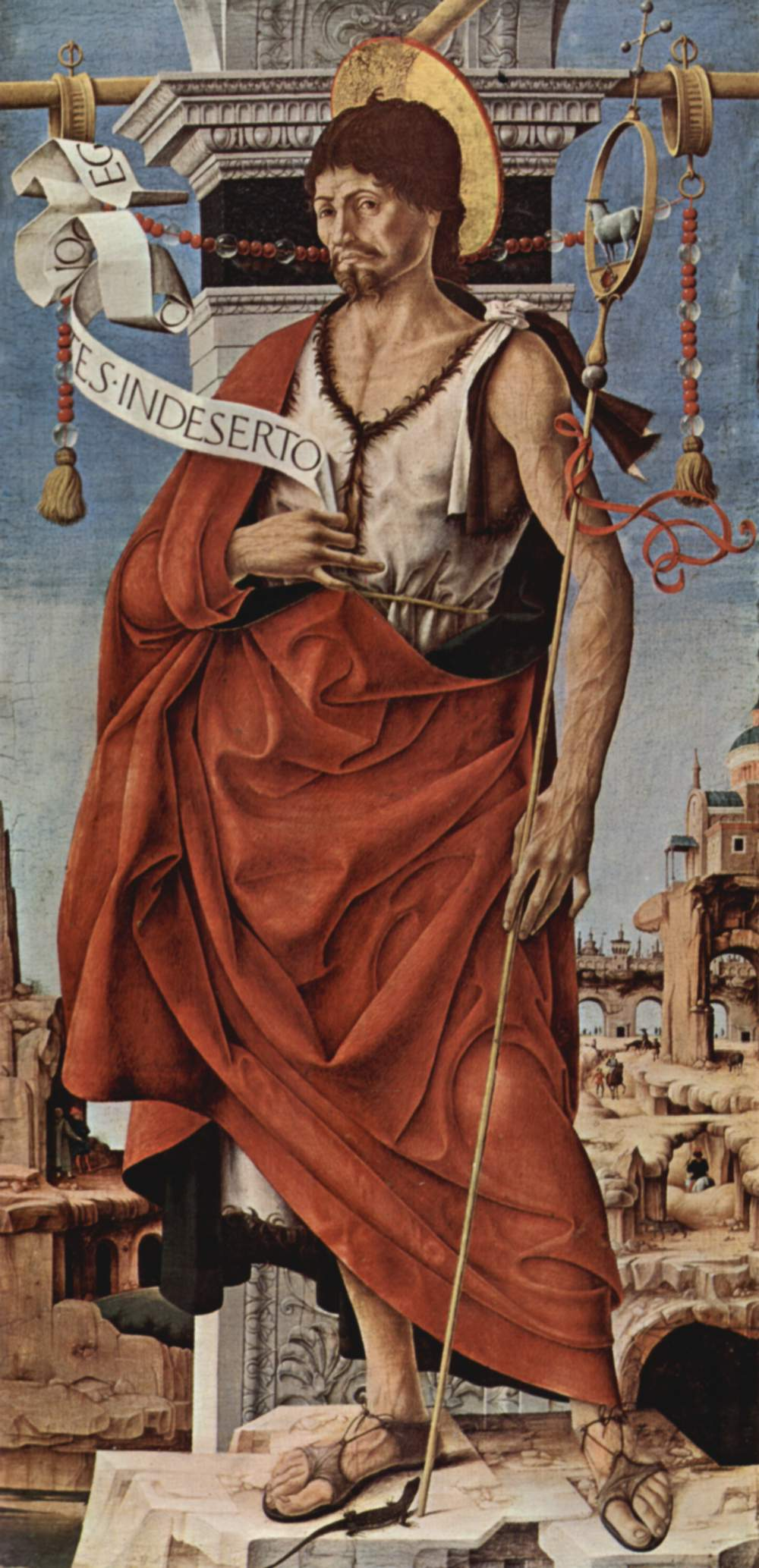
Per Francesco del Cossa, 1473 (Bolonya, S. Petronio)
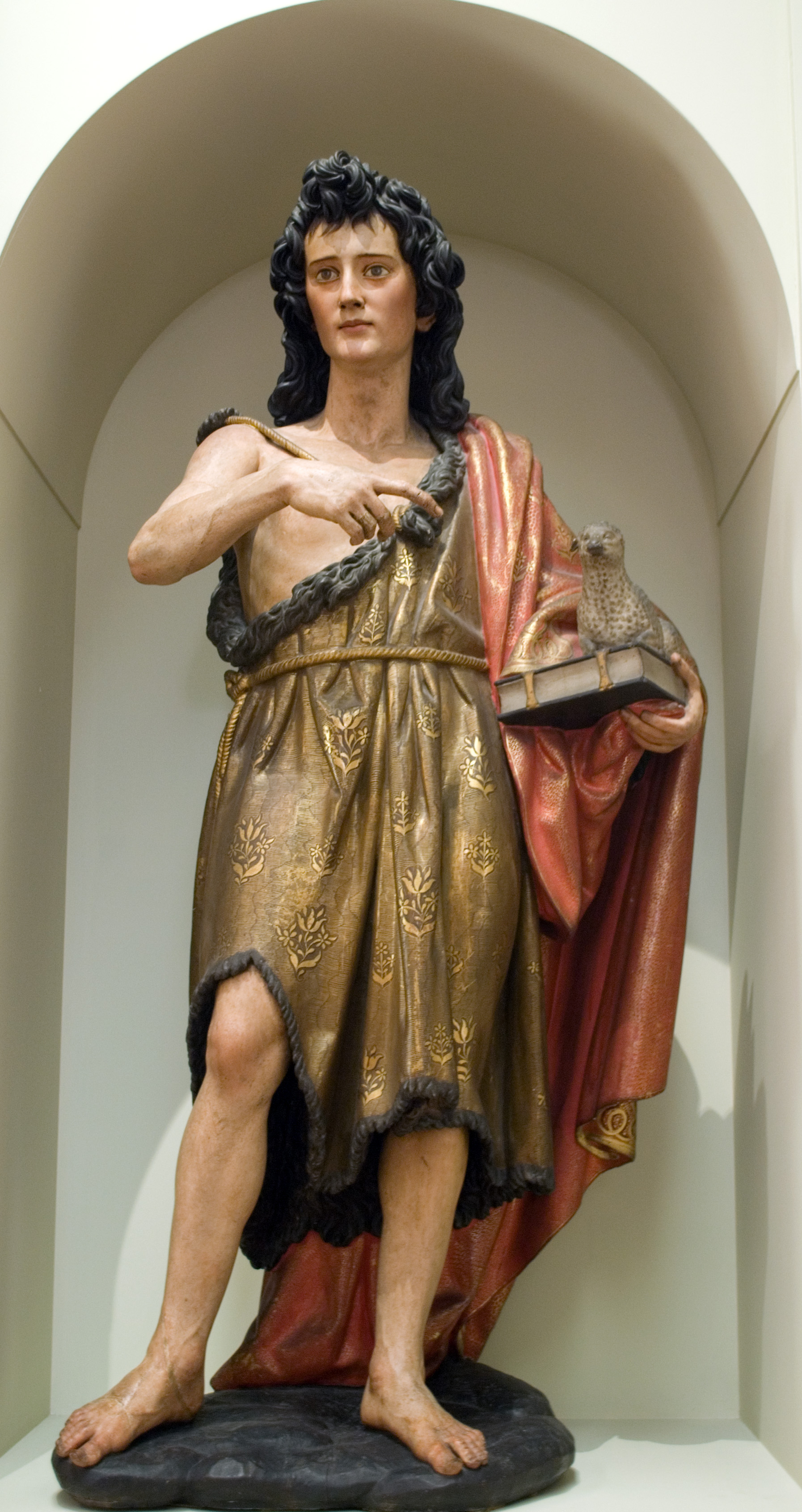
Talla de Juan de Mesa, 1623 (Sevilla, Museo de Bellas Artes)
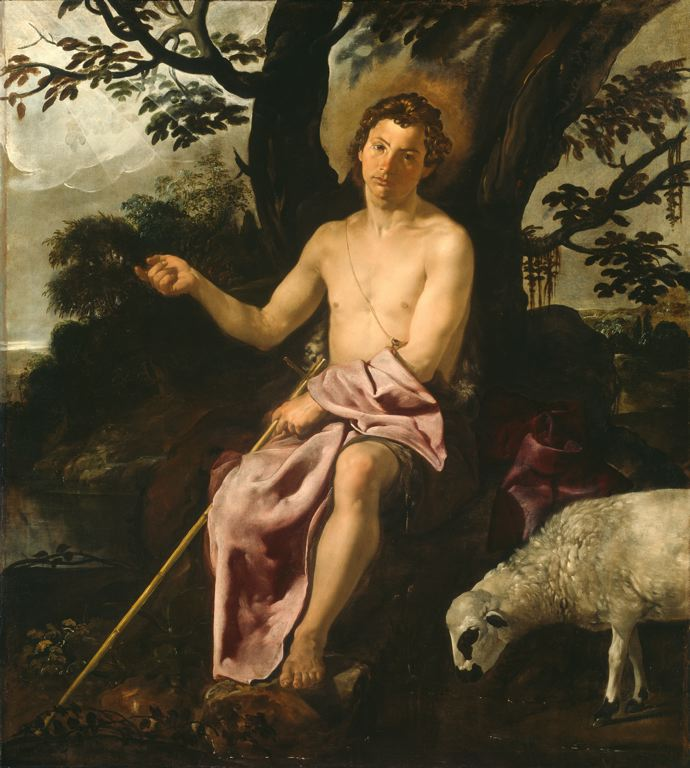
Quadre atribuït a Velázquez (Chicago Art Institute)
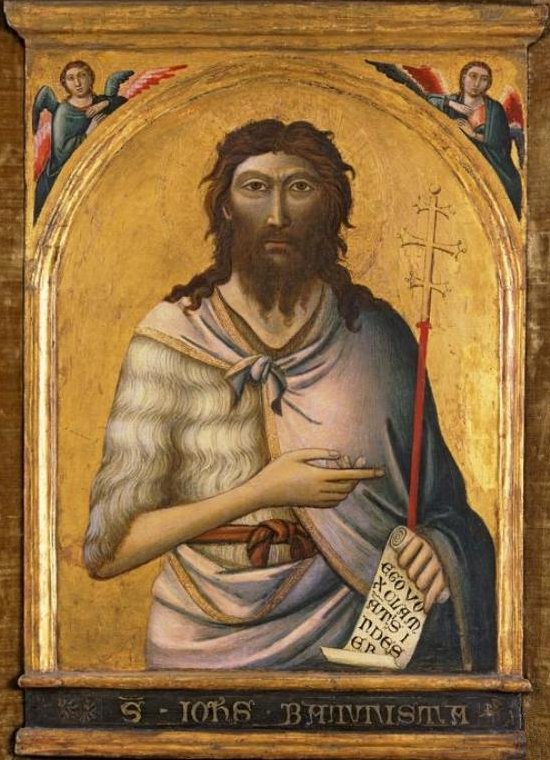
Pintura de Jacopo del Casentino (ca. 1330) (El Paso Museum of Art)
Pintura de Leonardo da Vinci, 1513-1516 (París, Louvre)
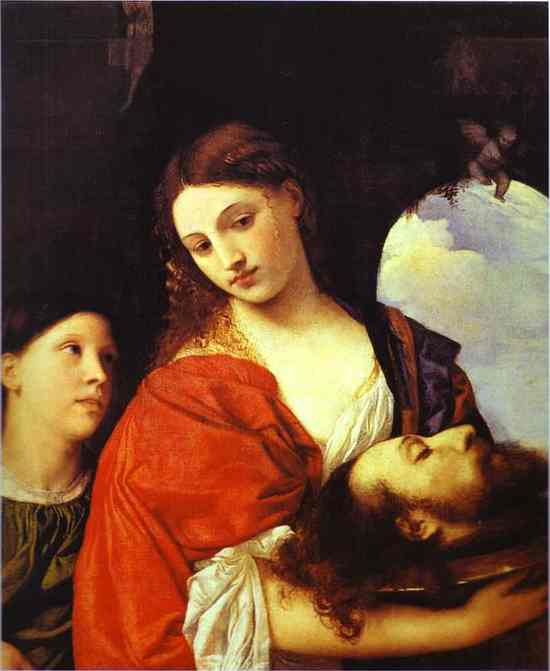
Salomé amb el cap de Sant Joan per Tiziano
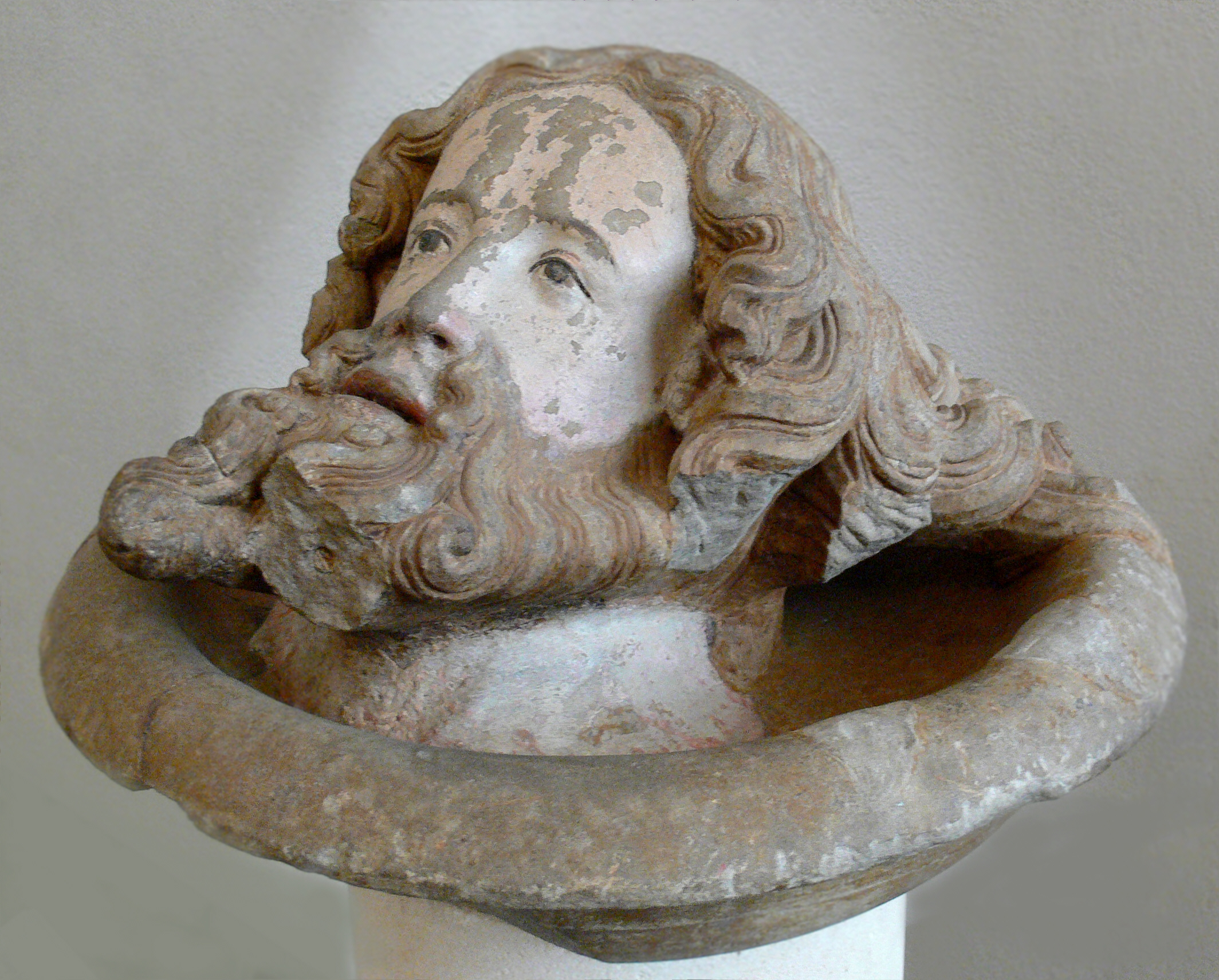
Escultura del cap de Sant Joan, ca. 1330 (Múnic, Bayerisches Nationalmuseum)
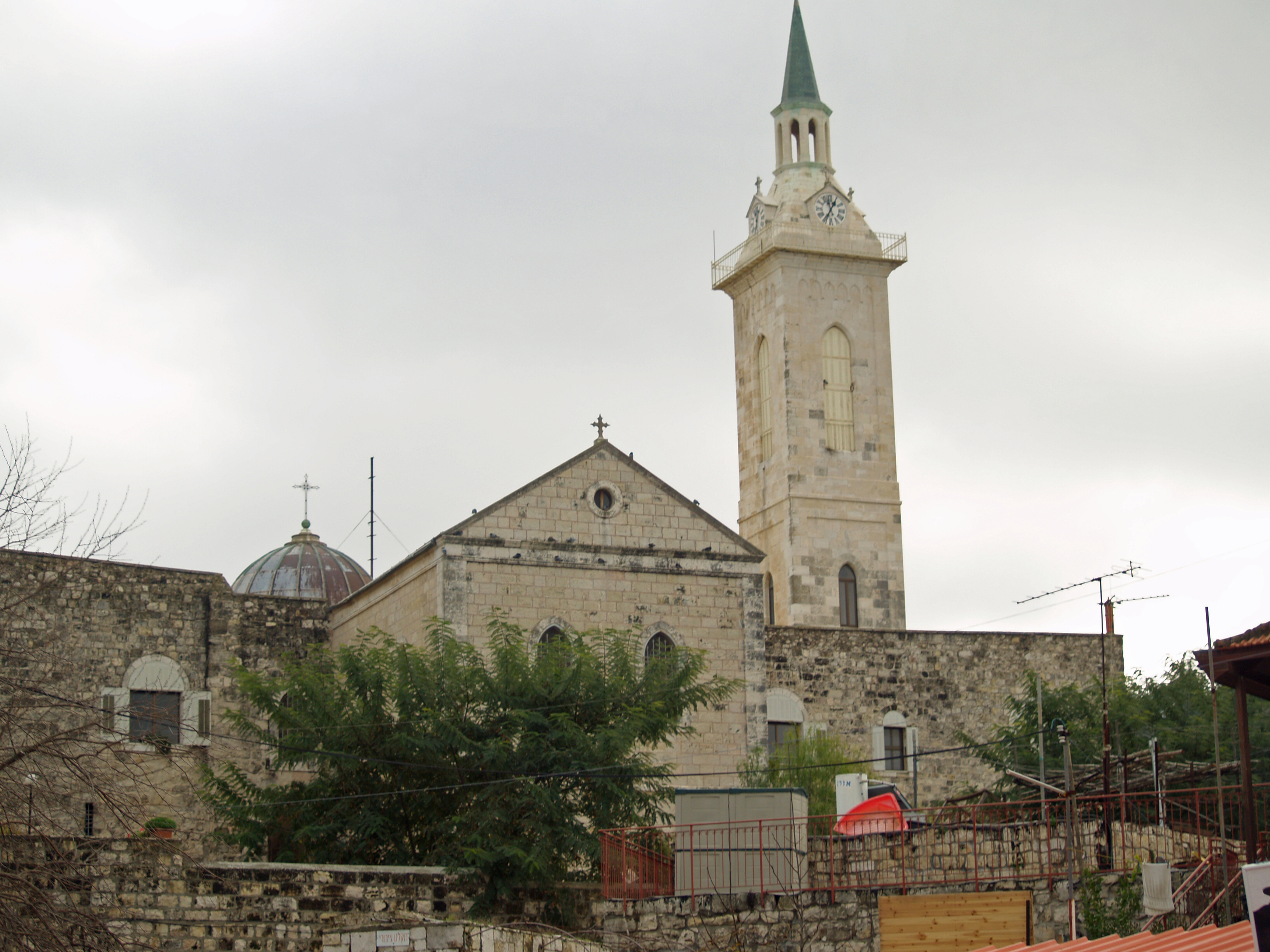
Església catòlica d'Ein Kerem (Jerusalem), sobre el lloc de naixement de Sant Joan
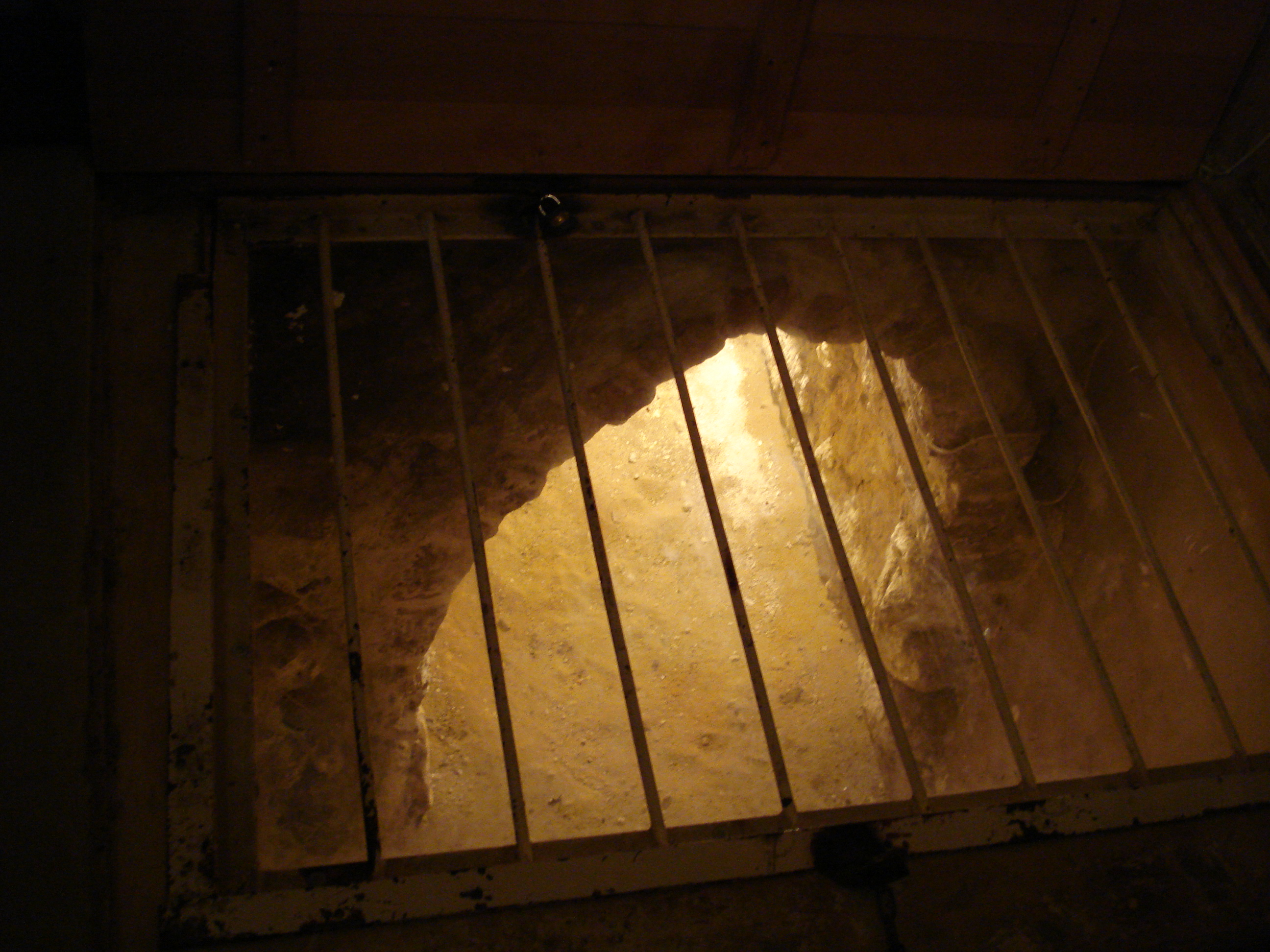
Cripta de Sant Joan al monestir de Sant Macari (Wadi el Natrum)Alexandria
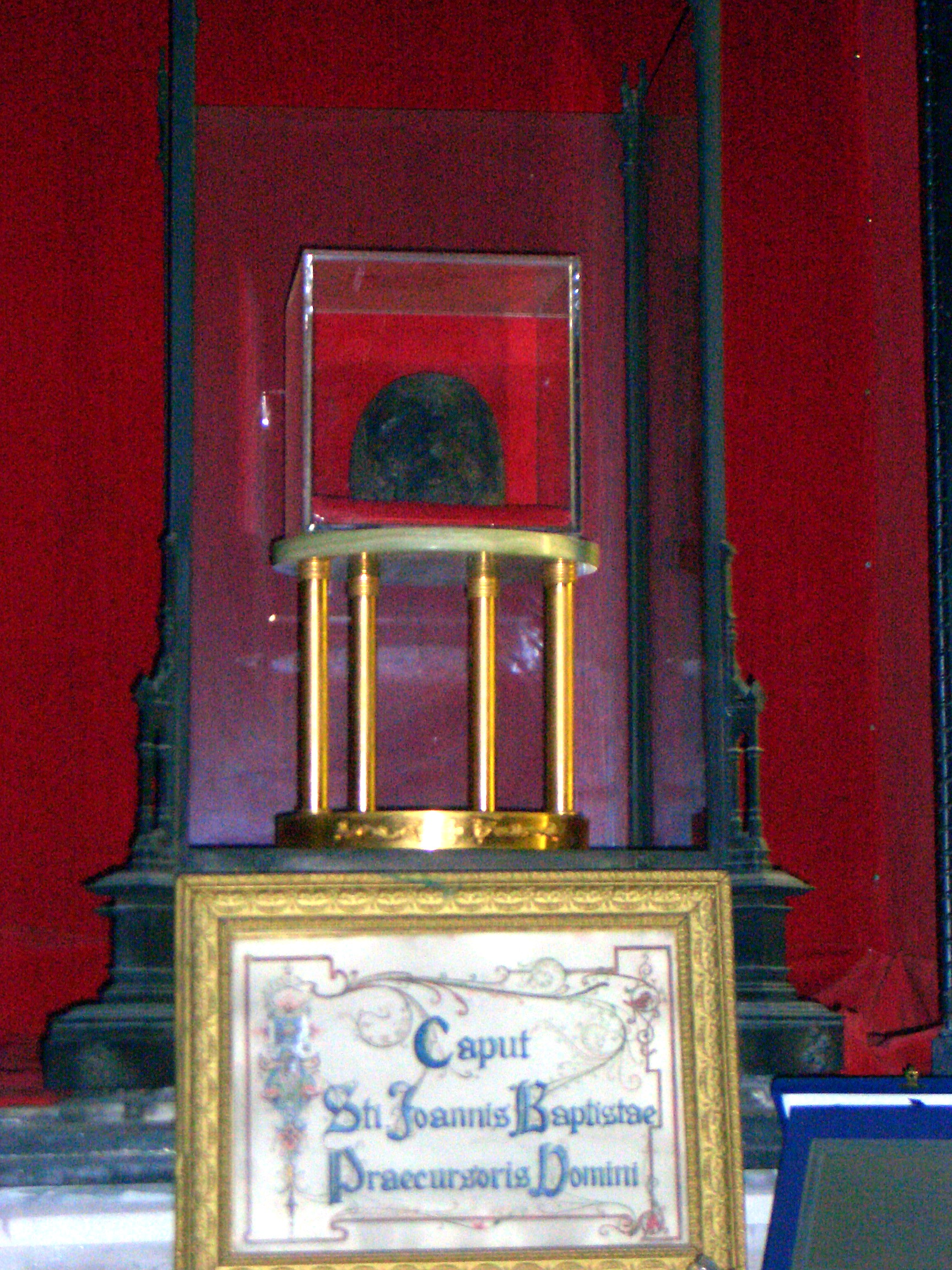
Un dels cranis del sant, a S. Silvestro in Capite (Roma)
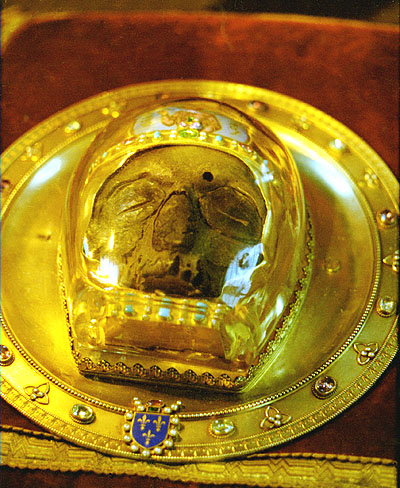
Suposat crani del sant a la Catedral d'Amiens
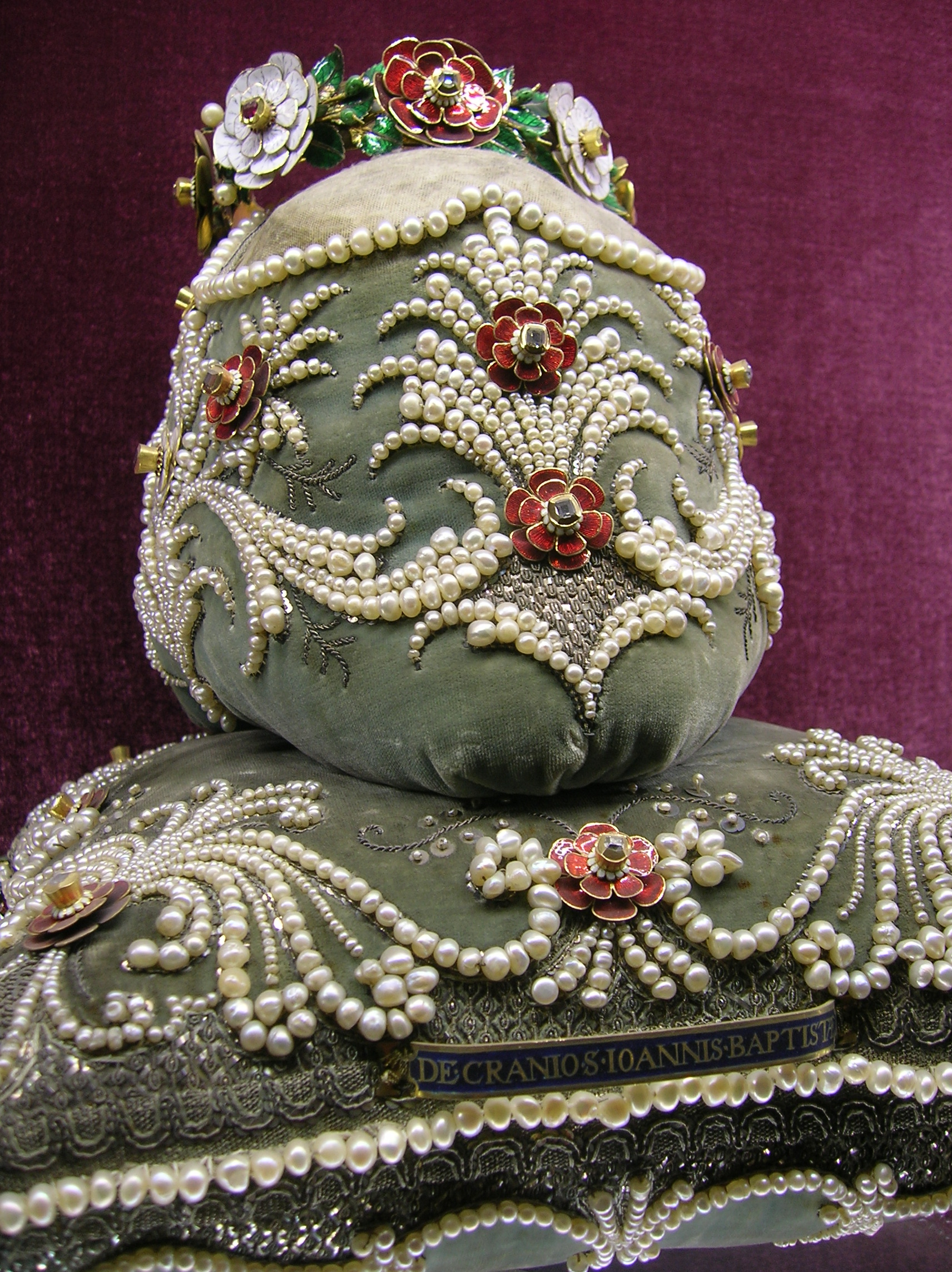
Reliquiari del cap del sant a la Residenz de Múnic
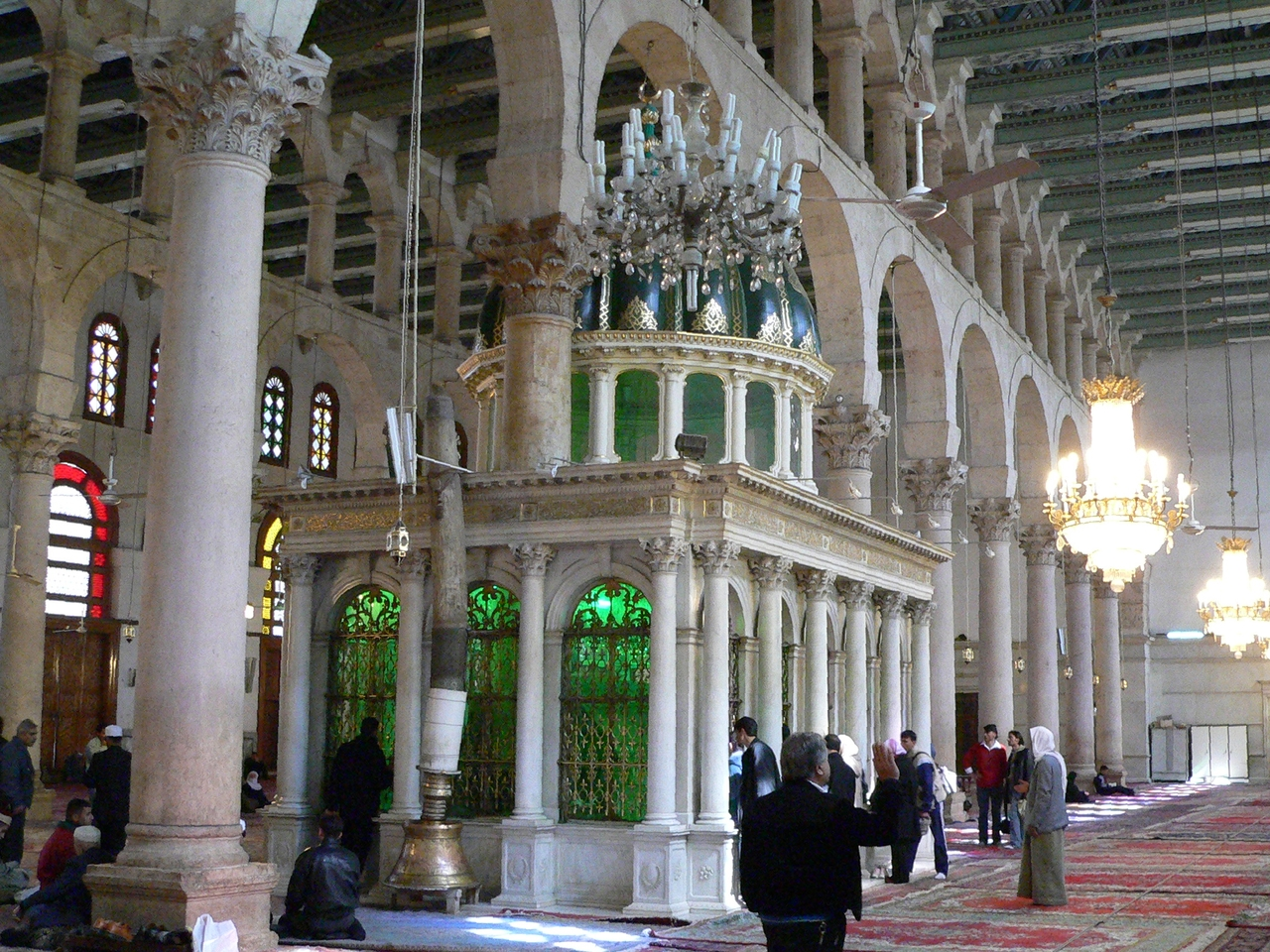
Santuari del cap de Joan a la Mesquita dels Omeies de Damasc, on es diu que hi ha el cap